# Грънчарство
Грънчарството е занаятчийска технология за производство на керамика, при която глина се оформя в съдове, предимно за потребление.
Естетическите съображения често влияят на създаването на грънчарските съдове. Съвременните методи за серийно производство изместват традиционното грънчарство, поради което днес в индустриализираните страни то се концентрира повече върху естетиката, отколкото върху функционалността.
Човекът, занимаващ се с грънчарство, се нарича грънчар. Негов основен инструмент са ръцете му, въпреки че в историята на грънчарството са създадени множество други инструменти, като грънчарското колело, различни лопатки, оформящи и режещи инструменти, валяци.

## История
Голяма част от историята на грънчарството датира от праисторическия период, от който липсват писмени сведения. Затова историята на грънчарството се гради предимно върху източници от археологически находки. Тъй като керамичните изделия и грънците са от издръжливи материали са успели да се запазят в продължение на хилядолетия като археологическите паметници.
За да стане грънчарството част от човешката култура, са нужни няколко условия:
1. Достъп до подходящ материал за изработката на грънчарски изделия. Археологическите обекти, където е намерена най-ранната грънчарска керамика е близо до находища на лесно достъпна глина, която може лесно да бъде оформена и изпечена на огън. В Китай има подобни големи находища от различни видове глина, което му дава значително предимство в развитието на ранното грънчарство.
2. Възможност за достигане на подходяща температура, при която суровата глина да се изпече до такава степен, закаляваща я до краен продукт. Методи за поддържането на сигурен огън се развиват късно в културите.
3. Грънчарят да има време за да оформи и изпече глинените съдове. Дори след като е постигнат контрол на огъня, не изглежда хората да развиват грънчарство, докато не започват да водят уседнал живот. Има предположения, че грънчарството е създадено, след като хората създават селското стопанство, което довежда до появата на постоянни селища.
4. Трябва да има необходимата керамика, за да оправдаят средствата, необходими за производството.

### Ранно грънчарство
- Оформяне: Най-ранният способ за изработване на глинени съдове е изцяло ръчно чрез притискане и усукване на материала.
- Печене: Най-ранният метод за изпичане на глината е „печенето в трап“, при което за сравнително къс период от време се достигат значителни температури, от порядъка на 900 °C.[1]
- Материал: Ранните грънчари използват каквато глина имат на разположение в географска близост до тях. Въпреки това, най-ниско качествената червена глина е подходяща за печене при ниска температура и е използвана за най-първите глинени съдове. Глини, съдържащи пясък, песъчинки, натрошени черупки или натрошени керамични съдове често се използвани за направата на керамика печена в открити огньове, което позволява свободно изпаряване на водата и другите летливи компоненти от глина. Грубите частици в глината също предпазват от свиване по време на охлаждане, което способства да се намали риска от топлинен стрес и напукване.
- Форма: Ранните глинени съдове са със заоблени форми и дъна за да се избегне напукването при наличие на ръбове и ъгли.
- Гланциране: Поради необходимостта от високотемпературно печене, ранните грънци не са гланцирани.
- Грънчарското колело е изобретено в Месопотамия в периода 6000 до 4000 г. пр. Хр. и революционализира грънчарството. Появяват се професионални грънчари, способни да отговорят на нарастващата необходимост от съдове в появяващите се градове.

#### Грънци
Най-ранните форми на грънци са направени от глини, които са печени при ниски температури в яма или в открити огньове. Те са ръчно оформени и недекорирани. Тъй като негланцираните грънци са порести, те са с ограничена възможност за съхраняване на течности. Въпреки това, грънците имат непрекъсната употреба от неолита до днес. Те могат да бъдат направени от голямо разнообразие от глини. Много от глините, които могат да се превърнат в грънци при ниски температури са по-пластични, отколкото тези, които са печени при по-високи температури, особено тези, които се използват за порцелан. Развитието на керамична глазура, ги прави в стъклоподобни и непорьозни като ги превръща в популярна и практична форма на грънчарството. Добавянето на декорации търпи развитие през цялата история на грънчарството.

#### Керамика
Гланцираната каменина е създадена още през 15 век пр.н.е. в Китай. Това постижение съвпадна с появата на пещи, в които може да се пече при по-високи температури.

#### Порцелан
Порцелан, в най-тесния смисъл на думата, за първи път е получен в Китай по време на династия Тан (618 – 906 г.). Порцелан се произвежда и в Корея и Япония, през 16-и и 17 век, след като се намира подходящ каолин в тези страни. Той не е произвеждан извън тази зона до 18 век.

### История по света
Най-ранните известни керамични предмети са Граветските фигури, открити край селцето Долни Вестонице в съвременна Чехия. „Венера от Долни Вестонице“ е статуетка на гола женска фигура, датирана около 29 – 25 хил. г. пр. Хр. Най-ранните съдове включват тези, изкопани от пещера Ючанян в южната част на Китай, датирани от 16 хил. г. пр. Хр. и тези, открити в басейна на река Амур в руския Далечен Изток, от 14 хил. г. пр. Хр.
Други ранни съдове са тези, направени от периода Дзьомон в Япония от около 10500 г. пр. Хр. Терминът „Дзьомон“ означава „надпис с връв“ на японски. Това се свързва с използването на пръчки с въжета по време на производството на съдове и фигури.
Оказва се, че керамика се развива самостоятелно в Северна Африка през 10 000 г. пр. Хр.  и в Южна Америка по същото време. 

#### Далечен Изток
Далечният Изток е доминирал в историята на производството на керамика. Чирепи са открити в Китай и Япония от периода между 12 000 до 16 000 години. В Япония, периодът Дзьомон има дълга история на развитие на грънчарството Дзьомон, което се характеризира с щамповане с въжета чрез натиск по повърхността на керамиката преди печенето. Гланцирана каменина е създаден като още през 15 век пр. Хр. в Китай. Китайският порцелан е известен от времето на династия Тан (618 – 906 г.) и последващите династии. Корейски грънчари, произвеждат порцелан още от 14 век.. Те го пренасят в Япония през 17 век.
Тайната на порцелана е открита от ислямския свят, а по-късно и в Европа. Правени са много опити в Италия и Франция да бъде имитиран. Въпреки това извън Ориента е произведен едва в 1709 г. в Германия.

#### Централна Азия
Грънчарство се използва в Древна Индия, включително области, които сега са част от Пакистан, по време на периода Мергарх II (5500 – 4800 г. пр. Хр.) и Мергарх III (4800 – 3500 г. пр. Хр.), известени като керамичен неолит и халколит. Керамика, включително елементите познати като ед-Дур съдове, е създавана в райони на долината на Инд и е открита в редица обекти от Индуската цивилизация.

#### Близък Изток
Най-ранното производство на керамика в Близкия Изток се поделя на четири периода, а именно: Хасуна периода (5000 – 4500 г. пр. Хр.), период Халаф (4500 – 4000 г. пр. Хр.), Убаид период (4000 – 3000 г. пр. Хр.), и периода на Урук (3500 – 2000 г. пр. Хр.).
Изобретяването на грънчарското колело в Месопотамия някъде между 6000 и 4000 г. пр. Хр. (Убаид период) революционизира производството на керамика.
Грънчарството започва в Плодородния полумесец от 7-ото хилядолетие пр. Хр. Най-ранните форми, които са открити в Хасуна, са образувани от плочи, недекорирани, негланцирани, слабо изпечени, направени от червеникаво-кафяви глини. В рамките на следващото хилядолетие, изделия са украсени мотиви със сложен дизайн и природни форми.